# Teneur en magnésium des aliments

## Le magnésium dans les aliments
AJR (Apport Journalier Recommandé) : 6 mg/kg de masse corporelle. Davantage pour les femmes enceintes, les sportifs, les personnes dépressives, etc. 
L'excès serait éliminé naturellement par l'organisme, une prise sur les selles est prévisible.
Teneur en magnésium des aliments : tableau des aliments riches en magnésium
| Aliment                                                                  | Teneur en magnésium en mg/100 g. |
| ------------------------------------------------------------------------ | -------------------------------- |
| Algue marine                                                             | 2 500                            |
| Germe de maïs                                                            | 550                              |
| Bulot bouilli Cacao en poudre                                            | 410 à 415                        |
| Germe de blé                                                             | 400                              |
| Pois sec cassé                                                           | 300                              |
| Noix d'Amazonie                                                          | 318                              |
| Amande sèche Escargot                                                    | 250 à 255                        |
| Germe d'orge Noix du Brésil                                              | 225 à 230                        |
| Arachide                                                                 | 175 à 180                        |
| Noix de cajou                                                            | 167                              |
| Noisette Flocon d'avoine                                                 | 145 à 150                        |
| Haricot blanc sec                                                        | 140                              |
| Noix                                                                     | 129                              |
| Grain de maïs                                                            | 120                              |
| Cassis frais                                                             | 105                              |
| Banane                                                                   | 45                               |
| Figue sèche                                                              | 77                               |
| Farine de blé                                                            | 73                               |
| Aubergine Datte fraîche ou sèche Abricot frais ou sec Noix de coco sèche | 60 à 65                          |
| Eaux minérales                                                           | 3 à 11                           |